# Héctor Valer
Héctor Valer Pinto (Abancay, 4 febbraio 1959) è un politico e avvocato peruviano.

## Biografia
Nato nella città peruviana di Abancay il 4 febbraio 1959, studia e si laurea in giurisprudenza e in scienze politiche presso l'Università Inca Garcilaso de la Vega di Lima e successivamente all'Università Libera, in Colombia. Consegue un master in sviluppo rurale alla Pontificia Università Javeriana, anche questa colombiana, e in diritto penale all'Universidad Nacional Mayor de San Marcos.

### Carriera politica
Entra in politica a metà degli anni 2000, iscrivendosi al Partito Aprista Peruviano. Qui rimane fino al 2010, quando prende parte a Unione per il Perù.
Con tale partito nel 2014 si candida alle elezioni regionali per la presidenza della capitale Lima, senza successo. Quattro anni dopo, con le nuove elezioni, tenta la candidatura col partito Perù Azione, non risultando eletto.
Nel 2021, con le elezioni generali, si candida al congresso con il partito Rinnovamento Popolare, vincendo il seggio di Lima. Nello stesso anno viene espulso dal partito a causa di alcune divergenze col leader Rafael López Aliaga.
A seguito della sua espulsione, nella fine del 2021 decide di prendere parte al gruppo parlamentare Somos Perú - Partido Morado, gruppo nel quale resta però fino al gennaio 2022, quando crea, insieme ad altri politici, il nuovo gruppo in Parlamento chiamato Perú Democrático.
A inizio febbraio 2022 viene nominato presidente del Consiglio dei ministri dal presidente della Repubblica Pedro Castillo a causa delle dimissioni dell'ex prima ministra Mirtha Vásquez.
Quattro giorni dopo il suo insediamento annuncia le sue dimissioni dall'incarico a causa di alcune denunce di violenza domestica da parte dei suoi familiari. Rimane ufficialmente fino all'8 febbraio, venendo sostituito da Aníbal Torres.
Nel novembre successivo esce dal gruppo Perú Democrático, tornando in quello di Somos Perú.